# Spelmotor
En spelmotor (engelska game engine) , är en mjukvarukomponent som hanterar en del av mekaniken i ett datorspel. Spelutvecklingsprocessen kan effektiviseras genom att återanvända eller anpassa samma spelmotor för att skapa olika spel,  och även göra det lättare att portera ett spel till andra plattformar. Spelmotorn brukar anses innehålla funktioner inte bara för grafik utan också för spelarens rörelser och interaktion med världen, datorstyrning av enheter i spelet samt spelets förlopp.
Jämför grafikmotor, vilken normalt handhar en mer begränsad del av spelets funktioner.

## Kända spelmotorer
- Crystal Space
- Renderware
- Tourqe Game Engine
- Unreal Engine
- Source
- M.U.G.E.N.
- Frostbite Engine
- CryEngine
- Unity3d

## Referenslista
1. ↑  [http://www.gamecareerguide.com/features/529/what_is_a_game_.php ”What is a Game Engine?
- GameCareerGuide.com”]. www.gamecareerguide.com. http://www.gamecareerguide.com/features/529/what_is_a_game_.php. Läst 29 april 2015.